# Mashbury
Mashbury är en by och en civil parish i Chelmsford i Essex i England. Orten har 89 invånare (2001). Byn nämndes i Domedagsboken (Domesday Book) år 1086, och kallades då Masceberia, Massebirig.